# Toro de fuego (Ayerbe)
El toro de fuego es un espectáculo que tiene lugar en la localidad oscense de Ayerbe durante las fiestas de Santa Leticia, patrona del municipio.

## Historia
El origen del toro de fuego en Ayerbe es de fecha imprecisa. En este sentido, la primera referencia escrita sobre esta celebración apareció en el programa de fiestas Santa Leticia de 1914, donde se anunciaba la quema de dos toros de fuego. Desde sus comienzos fue un espectáculo pirotécnico visual que servía de complemento al castillo de fuegos artificiales que se quemaba el día 9 de septiembre.
En la década de 1960 se comenzó a correr a modo de encierro, para convertirse, con el paso de los años, en uno de los actos con más éxito de las fiestas, dado que participan del mismo, corredores o espectadores, personas de todas las edades.
Durante varios años de la década de 1980, se publicitó como atracción turística aumentando el número de cargas quemadas cada noche y denominándolo Maratón con toros de fuego.
A partir de comienzos de este siglo, se modificaron algunos elementos del festejo, reduciendo a dos cargas por cada noche de fiesta patronal e incorporando un bastidor, bautizado como Carnicraba, que consta de 4 cargas de cohetes borrachos.

## Descripción del Toro de fuego
La pieza es un armazón metálico, que imita la forma de un toro, sobre cuyo espinazo se coloca un bastidor con:
- Surtidores: Pieza de fuego fijo que consiste en un tubo cargado con una composición de pólvora prensada y produce el efecto de un chorro de fuego.
- Cohetes borrachos (carretillas o buscapiés): Pieza de fuego que corre por el suelo echando chispas, pero sin estallar.
- Rueda: Pieza de fuego fijo, en forma de rueda en la que se disponen varios cartuchos con el objetivo de impulsar al artificio para que gire y para producir el efecto de chispas de color.

## En otras localidades
En Guatemala se le conoce como Torito Encohetado.
En Coca (Segovia), hay toros de fuego cada noche de fiestas y una de las noches se corre el encierro del fuego, con unos diez toros de fuego.